# Kolumbia az 1980. évi nyári olimpiai játékokon
Kolumbia a szovjetunióbeli Moszkvában megrendezett 1980. évi nyári olimpiai játékok egyik részt vevő nemzete volt. Az országot az olimpián 3 sportágban 23 sportoló képviselte, akik érmet nem szereztek.

## Atlétika
Férfi
| Versenyző         | Versenyszám     | Előfutam      | Előfutam      | Előfutam      | Döntő     | Döntő    |
| Versenyző         | Versenyszám     | Idő           | Hely.         | Össz.         | Idő       | Helyezés |
| ----------------- | --------------- | ------------- | ------------- | ------------- | --------- | -------- |
| Domingo Tibaduiza | 10 000 m        | nem ért célba | nem ért célba | nem ért célba | kiesett   | kiesett  |
| Domingo Tibaduiza | Maraton         |               |               |               | 2:17:06   | 17.      |
| Luis Barbosa      | Maraton         |               |               |               | 2:22:58   | 34.      |
| Enrique Peña      | 50 km gyaloglás |               |               |               | 4:29:27   | 14.      |
| Enrique Peña      | 20 km gyaloglás |               |               |               | 1:38:00,0 | 17.      |
| Ernesto Alfaro    | 20 km gyaloglás |               |               |               | 1:42:19,7 | 19.      |
| Ernesto Alfaro    | 50 km gyaloglás |               |               |               | 4:46:28   | 15.      |

## Labdarúgás
| Kolumbiai labdarúgócsapat-játékoskeret | Kolumbiai labdarúgócsapat-játékoskeret |
| --- | --- |
| - Alexis García - Astolfo Romero - Benjamín Cardona - Carlos Molinares - Carlos Valencia - Fernando Fiorillo - Gilberto García - Heberth González | - Heberth Ríos - Henry Viáfara - Israel Viloria - Jorge Porras - José Hernández - Luis Pérez - Norberto Peluffo - Pedro Sarmiento - Radamel García |

### Eredmények
Csoportkör
B csoport
| Csapat        | M | Gy | D | V | G+ | G– | Gk | P |
| ------------- | - | -- | - | - | -- | -- | -- | - |
| Csehszlovákia | 3 | 1  | 2 | 0 | 4  | 1  | +3 | 4 |
| Kuvait        | 3 | 1  | 2 | 0 | 4  | 2  | +2 | 4 |
| Kolumbia      | 3 | 1  | 1 | 1 | 2  | 4  | –2 | 3 |
| Nigéria       | 3 | 0  | 1 | 2 | 2  | 5  | –3 | 1 |

| 1980. július 21. 12:00 |

| Csehszlovákia (TCH)              | 3–0               | Kolumbia |
| -------------------------------- | ----------------- | -------- |
| Pokluda 14' Berger 18' Vízek 85' | (2–0) Jegyzőkönyv |          |

| Kirov Stadion, Leningrád Játékvezető: Belaid Lacarne (algériai) |

| 1980. július 23. 12:00 |

| Kolumbia (COL) | 1–1               | Kuvait     |
| -------------- | ----------------- | ---------- |
| Molinares 73'  | (0–0) Jegyzőkönyv | Sultan 64' |

| Dinamo Stadium, Moszkva Játékvezető: Anders Mattsson (finn) |

| 1980. július 25. 12:00 |

| Kolumbia (COL) | 1–0               | Nigéria |
| -------------- | ----------------- | ------- |
| Cardona 55'    | (0–0) Jegyzőkönyv |         |

| Dinamo Stadium, Moszkva Játékvezető: Salim Naji Al-Hachami (iraki) |

| Csapat         | Helyezés |
| -------------- | -------- |
| Kolumbia (COL) | 9.       |

## Úszás
Férfi
| Versenyző      | Versenyszám | Előfutam | Előfutam | Előfutam | Döntő   | Döntő    |
| Versenyző      | Versenyszám | Idő      | Hely.    | Össz.    | Idő     | Helyezés |
| -------------- | ----------- | -------- | -------- | -------- | ------- | -------- |
| Pablo Restrepo | 200 m mell  | 2:23,74  | 4.       | 9.       | kiesett | kiesett  |
| Pablo Restrepo | 100 m mell  | 1:05,38  | 4.       | 8.       | 1:05,91 | 7.       |
| Helmut Levy    | 100 m mell  | 1:07,06  | 6.       | 19.      | kiesett | kiesett  |
| Helmut Levy    | 200 m mell  | 2:27,94  | 5.       | 15.      | kiesett | kiesett  |